# 麻旺镇
麻旺镇，是中华人民共和国重庆市酉阳土家族苗族自治县下辖的一个乡镇级行政单位。

## 行政区划
麻旺镇下辖以下地区：
长兴村、清香村、平桥村、正南村、米旺村、戴家村、沙堡村、桂香村、吉安村、白桥村、光明村、亮垭村、加强村、青龙村和龙坝村。